# 중부 개발 지구

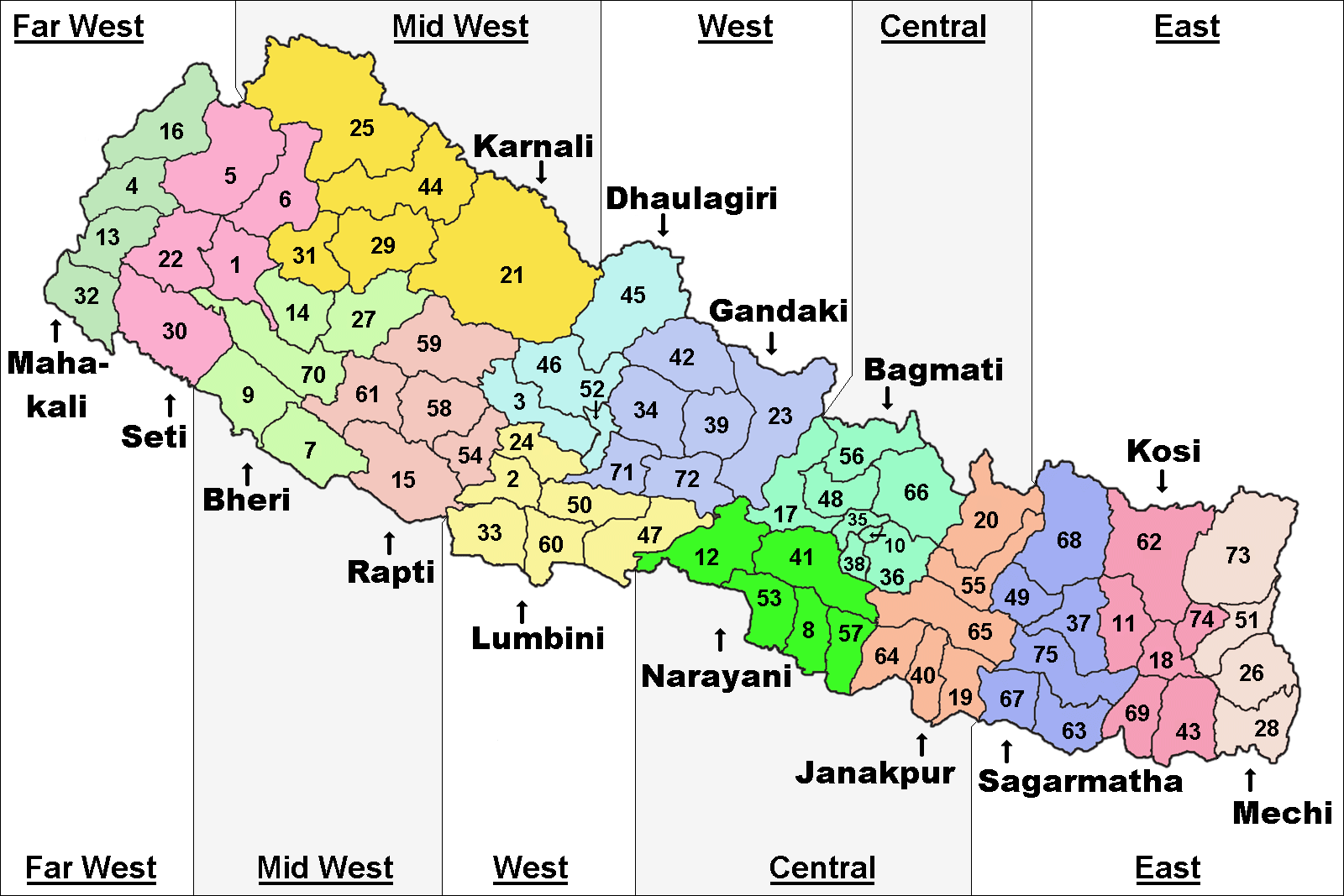
네팔의 개발 지구

중부 개발 지구(네팔어: मध्यमाञ्चल विकास क्षेत्र)는 네팔을 구성하는 5개 개발 지구 가운데 하나로 행정 중심지는 네팔의 수도인 카트만두이며 면적은 27,410km2, 인구는 9,656,985명(2011년 기준)이다. 네팔 중부에 위치하며 3개 구(바그마티 구, 나라야니 구, 자낙푸르 구)를 관할한다.